# المدرسة الباكستانية الدولية الإنجليزية (جدة)
المدرسة الباكستانية الدولية (الإنجليزية) هي مدرسة باكستانية دولية تقع في مدينة جدة، المملكة العربية السعودية. تأسست المدرسة في عام 1995 م. تدرس جميع الفئات العمرية من الإبتدائية إلى الثانوية. المدرسة معترف بها من قبل وزارة التعليم السعودية. المنهج التعليمي للمدرسة يقوم على المنهج البريطاني بالإضافة لعدة مواد أخرى منها مادتين (العربية والإسلامية).

## الروابط الخارجية
- الموقع الرسمي